# فرانكلين هنري جيدنجز
فرانكلين هنري جيدنجز (بالإنجليزية: Franklin Henry Giddings)‏ (1271-1350هـ/1855-1931م) هو عالم اجتماعي أمريكي، ولد بولاية كنكتيكت، وتخرج في كلية يونين، وصار 1894 أستاذاً لعلم الاجتماع بجامعة كولمبيا. يقوم تفسيره للظواهر الاجتماعية على مبدأ « وعي النوع »، شجع الدراسات الإحصائية في علم الاجتماع، أهم كتبه « مبادئ علم الاجتماع » 1896، و« الديمقراطية الإمبراطورية » 1900، و« الدراسة العلمية للمجتمع البشري » 1924.

## روابط خارجية
- فرانكلين هنري جيدنجز على موقع الموسوعة البريطانية (الإنجليزية)